# Geophagus surinamensis
Geophagus surinamensis is een straalvinnige vissensoort uit de familie van de cichliden (Cichlidae). De wetenschappelijke naam van de soort is voor het eerst geldig gepubliceerd in 1791 door Bloch. Deze vis wordt in de volksmond ook wel "Datra-fisi" (Doktersvis) of "Dotinyan-krobia" genoemd. De Nederlandse naam voor deze vis is "Surinaamse parelcichlide" en de Engelse naam "Red-striped earth eater".
De vis wordt vrij groot tot 25–30 cm en leeft op de bodem van stroompjes in het binnenland waar het de bodem omwoelt op zoek naar voedsel. Het is een omnivoor. Het is een gewilde aquariumvis vanwege zijn prachtige iriserende kleuren. De kweek is niet al te moeilijk. De vis maakt een broedkuiltje en zet zo'n 200-250 eitjes af in het kuiltje of op een platte steen. De ouders beschermen hum jongen door ze bij gevaar in de bek te nemen.
Het natuurlijke verspreidingsgebied in de rivieren van Suriname en Frans Guiana, maar de soort is zowel in Florida als in Singapore geïntroduceerd. Het is mogelijk dat ze in Florida sinds 2009 weer uitegstorven zijn.

## Beeldengalerij

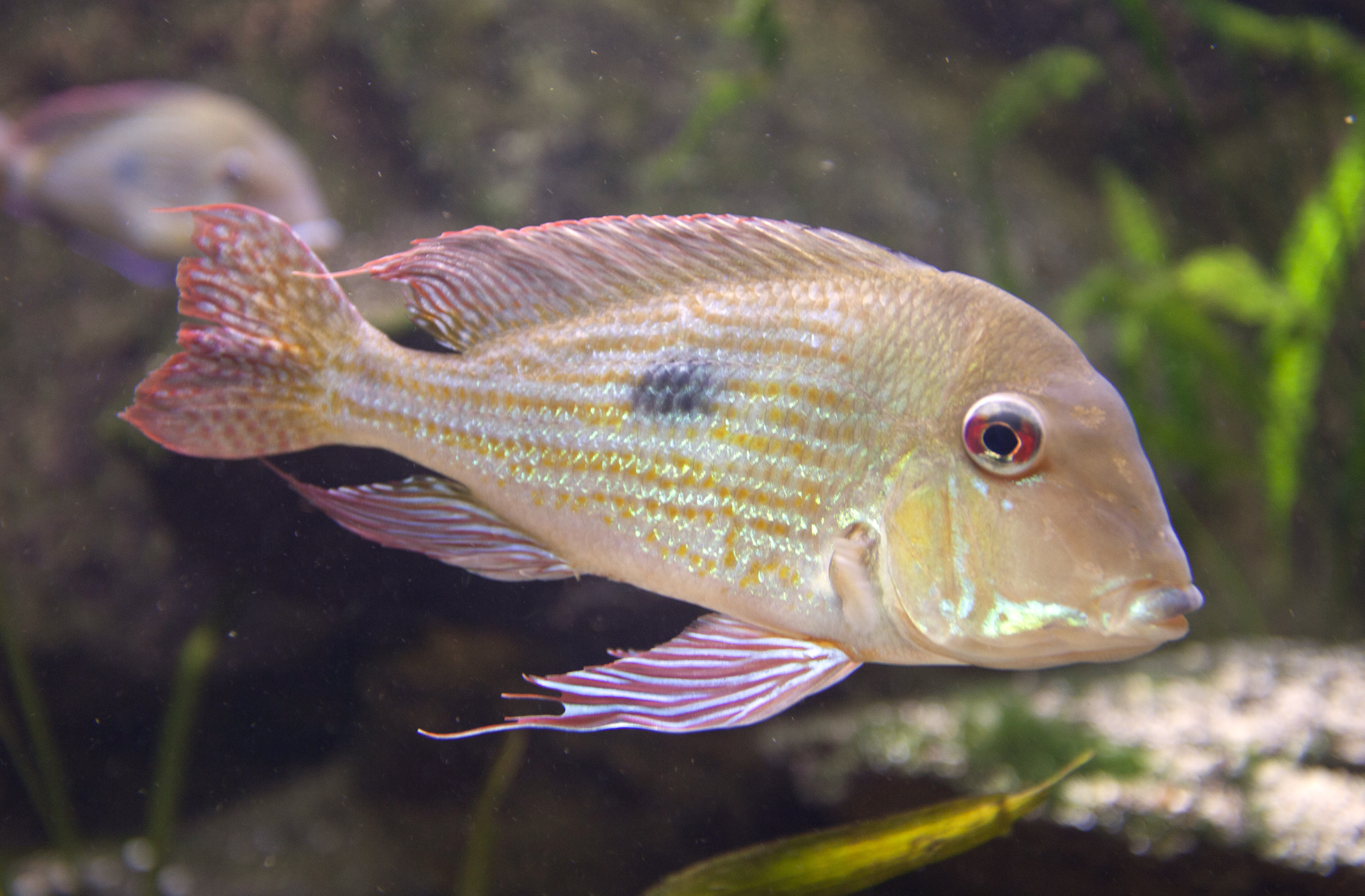

- Video in de natuur @22:27
- Video in aquarium